# Stemma di Clusone
Lo stemma del comune di Clusone è composto da una rosa alpina rossa a cinque petali con al centro un bottone oro, inserita in un partito con la parte destra di colore rosso e quella a sinistra di colore oro. Lo scudo è timbrato dalla corona turrita a cinque punte con i merli aventi la sommità quadrata alla guelfa.

## Storia
Molti furono gli eventi storici e bellici che hanno modificato la storia di Clusone, e quella corrispondente dell'alta Val Seriana modificando le signorie e quindi i relativi blasoni cittadini. La facciata del palazzo del comune di Clusone è una mappa della storia e dei suoi stemmi.
Una prima ipotesi vorrebbe la formazione del primo blasone nel 1369, il più antico dell'alta val Seriana quando divenne sede del primo vicariato con i Visconti. Mentre una ulteriore ipotesi, forse la più esatta, lo vorrebbe assegnato nei primi anni del Quattrocento, dalla fazione guelfa della famiglia Malatesta. Bernardino Baldi infatti scrisse: Nella fazione dei guelfi prende la valle l'impresa (ndr. stemma) del pardo (ndr. leopardo) lasciando la rosa alla comunità. Da questo sembrerebbe che il leone leopardito o leopardo divenne lo stemma scelto dalla comunità valligiana mentre la rosa rossa quello di Clusone.

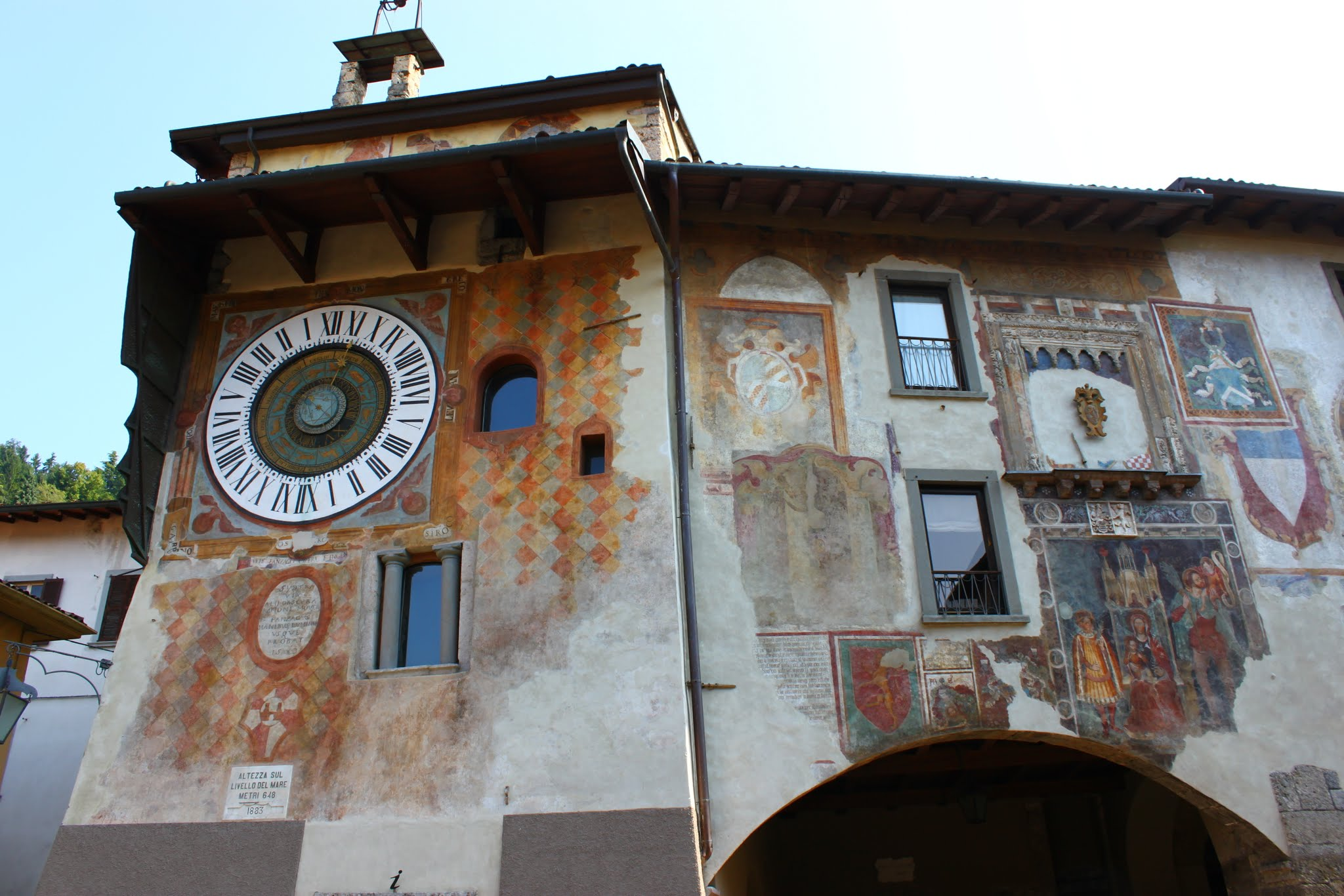
Facciata del palazzo del comune con gli stemmi araldici

Il palazzo comunale riporta ben quattro volte lo stemma araldico del leopardo, realizzati in differenti datazioni. Due sono pitture a fresco, la più recente è quella sul lato più a nord della facciata realizzata dopo l'occupazione francese con la Repubblica Cisalpina, cinquecentesca l'effige inserita in un ulteriore scudo, mentre un bassorilievo raffigurante il leopardo a fianco del vicario Donato Santo Pellegrino risale al 1477. Forse l'emblema del leone leopardato nasce sul territorio dalla famiglia Fanzago-Aliprandi, che sei secoli del tardo Medioevo ebbe esponenti come vicari e podestà cittadini.

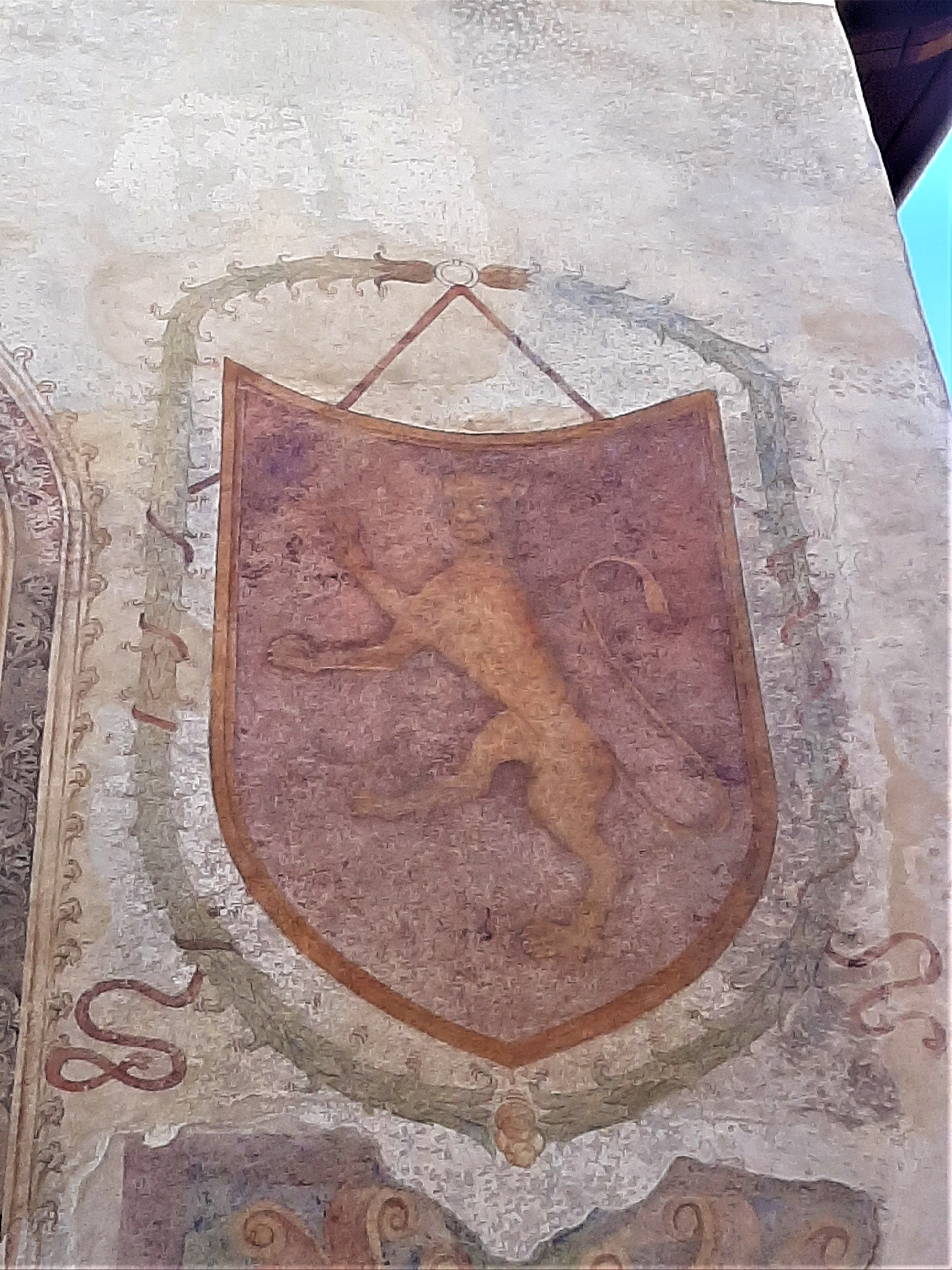
Leone leopardito palazzo del comune di Clusone

Lo stemma adottato dal comune nel 1952, fu realizzato da Luigi Angelini, adempiendo al desiderio dell'amministrazione di recuperare la rosa alpina che appariva sugli antichi simboli araldici. In particolare la rosa rossa è una ripresa dalle tre rose alpine indicate da Bortolo Belotti nel suo Storia di Bergamo e dei bergamaschi, che le descrive quali parti del blasone di Lodovico Donà vescovo di Bergamo nella seconda metà del Cinquecento nonché delle tre rose alpine indicate nel blasone del vescovo Pietro Bembo dove, divise in due sezioni a mantello, vi sono rose alpine composte da cinque petali con bottone centrale. La corona turrita è il richiamo alla torre dell'orologio un tempo antica torre del Baradello.